# Microchloa annua
Microchloa annua är en gräsart som först beskrevs av Frances Kristina Kupicha och Thomas Arthur Cope, och fick sitt nu gällande namn av Thomas Arthur Cope. Microchloa annua ingår i släktet Microchloa och familjen gräs. Inga underarter finns listade i Catalogue of Life.